# Kazachstan op de Olympische Winterspelen 1998
Tijdens de Olympische Winterspelen van 1998, die in Nagano (Japan) werden gehouden, nam Kazachstan voor de tweede keer deel.

## Medailleoverzicht
| Sport      | Olympiër             | Discipline                    | Medaille |
| ---------- | -------------------- | ----------------------------- | -------- |
| Langlaufen | Vladimir Smirnov     | achtervolging 10 km+15 km (m) | Brons    |
| Schaatsen  | Ljoedmila Prokasjeva | 5000 m (v)                    | Brons    |

## Deelnemers en resultaten
(m) = mannen, (v) = vrouwen 

### Alpineskiën
| Olympiër        | Discipline       | Resultaat | Prestatie                |
| --------------- | ---------------- | --------- | ------------------------ |
| Dmitri Kvatsj   | reuzenslalom (m) | dnf-2     | opgave run 2 1.29,95+dnf |
| Joelija Krygina | super g (v)      | dnf       | opgave                   |

### Biatlon
| Olympiër                                                                  | Discipline             | Resultaat | Prestatie |
| ------------------------------------------------------------------------- | ---------------------- | --------- | --- |
| Valeri Ivanov                                                             | 10 km (m)              | 31e       | 29.58,8 (+2.42,6) pen.: 5 (1 + 4) |
| Valeri Ivanov                                                             | 20 km (m)              | 52e       | 1:03.55,9 (+7.39,5) pen.: 7 (3 + 2 + 0 + 2) |
| Dmitri Pantov                                                             | 10 km (m)              | 54e       | 30.51,8 (+3.35,6) pen.: 3 (2 + 1) |
| Dmitri Pantov                                                             | 20 km (m)              | 49e       | 1:03.10,5 (+7.54,1) pen.: 5 (1 + 2 + 0 + 2) |
| Dmitri Pozdnjakov                                                         | 10 km (m)              | 24e       | 29.30,1 (+2.13,9) pen.: 0 (0 + 0) |
| Dmitri Pozdnjakov                                                         | 20 km (m)              | 59e       | 1:05.22,9 (+9.06,5) pen.: 6 (0 + 1 + 4 + 1) |
| Team Dmitri Pantov Dmitri Pozdnjakov Aleksandr Mensjtsjikov Valeri Ivanov | 4x7,5 km estafette (m) | 16e       | 1:27.56,0 (+6.19,8) pen.: 1-14 22.37,0 pen.: 1-4 (0-1 + 1-3) 21.41,2 pen.: 0-2 (0-0 + 0-2) 21.57,7 pen.: 0-3 (0-1 + 0-2) 21.40,1 pen.: 0-5 (0-3 + 0-2) |
| Margarita Doelova                                                         | 7,5 km (v)             | 18e       | 24.21,7 (+1.13,7) pen.: 1 (0 + 1) |
| Ljoedmila Goerjeva                                                        | 15 km (v)              | 23e       | 58.42,8 (+3.50,8) pen.: 4 (1 + 0 + 2 + 1) |
| Inna Sjesjkil                                                             | 7,5 km (v)             | 20e       | 24.32,9 (+1.24,9) pen.: 1 (0 + 1) |
| Inna Sjesjkil                                                             | 15 km (v)              | 54e       | 1:03.27,7 (+9.35,7) pen.: 7 (2 + 2 + 2 + 1) |
| Team Inna Sjesjkil Margarita Doelova Jelena Doebok Ljoedmila Goerjeva     | 4x7,5 km estafette (v) | 11e       | 1:45.22,9 (+5.09,3) pen.: 2-11 25.24,6 pen.: 0-4 (0-2 + 0-2) 25.27,0 pen.: 0-1 (0-0 + 0-1) 28.35,5 pen.: 2-3 (0-0 + 2-3) 25.55,8 pen.: 0-3 (0-3 + 0-0) |

### Freestyleskiën
| Olympiër         | Discipline | Resultaat | Prestatie                     |
| ---------------- | ---------- | --------- | ----------------------------- |
| Aleksej Bannikov | moguls (m) | 26e       | dnq (kwalificatie: 20,18 p.)  |
| Irina Kormysjeva | moguls (v) | dnf       | dnq (kwalificatie: opgave p.) |

### Kunstrijden
| Olympiër                                 | Discipline | Resultaat | Prestatie                                                 |
| ---------------------------------------- | ---------- | --------- | --------------------------------------------------------- |
| Joeri Litvinov                           | mannen     | 28e       | dnq (korte kür: 28)                                       |
| Marina Chaltoerina Andrej Kroekov        | paarrijden | 14e       | 22,0 p. (korte kür: 16 - lange kür: 14)                   |
| Jelizaveta Stekolnikova Dmitri Kazarlyga | ijsdansen  | 22e       | 44,2 p. (verpl.1: 23 - verpl.2: 22 - org.: 22 - vrij: 22) |

### Langlaufen
| Olympiër                                                                  | Discipline                    | Resultaat | Prestatie                                           |
| ------------------------------------------------------------------------- | ----------------------------- | --------- | --------------------------------------------------- |
| Vladimir Bortsov                                                          | 30 km klassiek (m)            | 50e       | 1:45.12,8 (+11.17,0)                                |
| Vladimir Bortsov                                                          | 50 km vrije stijl (m)         | 45e       | 2:20.39,3 (+15.31,1)                                |
| Vitali Lilitsjenko                                                        | 10 km klassiek (m)            | 80e       | 32.54,5 (+5.30,0)                                   |
| Vitali Lilitsjenko                                                        | 50 km vrije stijl (m)         | 55e       | 2:25.58,0 (+20.49,8)                                |
| Vitali Lilitsjenko                                                        | achtervolging 10 km+15 km (m) | 59e       | +9.20,4 (10 km:32.54 + 15 km:43.28,1)               |
| Andrej Nevzorov                                                           | 10 km klassiek (m)            | 68e       | 31.30,4 (+4.05,9)                                   |
| Andrej Nevzorov                                                           | 30 km klassiek (m)            | 41e       | 1:42.48,8 (+8.53,0)                                 |
| Andrej Nevzorov                                                           | 50 km vrije stijl (m)         | 23e       | 2:15.14,7 (+10.06,5)                                |
| Andrej Nevzorov                                                           | achtervolging 10 km+15 km (m) | 48e       | +5.53,0 (10 km:31.30 + 15 km:41.24,7)               |
| Pavel Rjabinin                                                            | 10 km klassiek (m)            | 50e       | 30.37,0 (+3.12,5)                                   |
| Pavel Rjabinin                                                            | 30 km klassiek (m)            | 13e       | 1:39.31,6 (+5.35,8)                                 |
| Pavel Rjabinin                                                            | achtervolging 10 km+15 km (m) | 36e       | +5.04,0 (10 km:30.37 + 15 km:41.28,7)               |
| Vladimir Smirnov                                                          | 10 km klassiek (m)            | 4e        | 27.45,1 (+20,6)                                     |
| Vladimir Smirnov                                                          | 30 km klassiek (m)            | 12e       | 1:38.59,1 (+5.03,3)                                 |
| Vladimir Smirnov                                                          | 50 km vrije stijl (m)         | 8e        | 2:07.26,4 (+2.18,2)                                 |
| Vladimir Smirnov                                                          | achtervolging 10 km+15 km (m) | Brons     | +29,8 (10 km:27.45 + 15 km:39.46,5)                 |
| Team Pavel Rjabinin Vladimir Bortsov Andrej Nevzorov Vitali Lilitsjenko   | 4x10 km estafette (m)         | 16e       | 1:46.12,9 (+5.17,2) 26.21,1 27.16,0 25.43,9 26.51,9 |
| Svetlana Desjevych                                                        | 5 km klassiek (v)             | 44e       | 19.25,3 (+1.47,4)                                   |
| Svetlana Desjevych                                                        | 15 km klassiek (v)            | 20e       | 50.28,0 (+3.32,6)                                   |
| Svetlana Desjevych                                                        | 30 km vrije stijl (v)         | 21e       | 1:29.48,1 (+7.46,6)                                 |
| Svetlana Desjevych                                                        | achtervolging 5 km+10 km (v)  | 38e       | +3.50,3 (5 km:19.25 + 10 km:30.32,2)                |
| Olga Seleznëva                                                            | 5 km klassiek (v)             | 66e       | 20.27,7 (+2.49,8)                                   |
| Olga Seleznëva                                                            | 30 km vrije stijl (v)         | 52e       | 1:36.30,6 (+14.29,1)                                |
| Olga Seleznëva                                                            | achtervolging 5 km+10 km (v)  | 63e       | +7.30,7 (5 km:20.27 + 10 km:33.10,6)                |
| Svetlana Sjisjkina                                                        | 5 km klassiek (v)             | 35e       | 19.10,7 (+1.32,8)                                   |
| Svetlana Sjisjkina                                                        | 15 km klassiek (v)            | 49e       | 53.13,7 (+6.18,3)                                   |
| Svetlana Sjisjkina                                                        | 30 km vrije stijl (v)         | 30e       | 1:31.39,7 (+9.38,2)                                 |
| Svetlana Sjisjkina                                                        | achtervolging 5 km+10 km (v)  | 42e       | +4.09,5 (5 km:19.10 + 10 km:31.06,4)                |
| Jelena Antonova                                                           | 15 km klassiek (v)            | 57e       | 55.34,0 (+8.38,6)                                   |
| Oksana Jatskaja                                                           | 5 km klassiek (v)             | 27e       | 18.57,3 (+1.19,4)                                   |
| Oksana Jatskaja                                                           | 15 km klassiek (v)            | 32e       | 51.39,7 (+4.44,3)                                   |
| Oksana Jatskaja                                                           | 30 km vrije stijl (v)         | 40e       | 1:33.23,4 (+11.21,9)                                |
| Oksana Jatskaja                                                           | achtervolging 5 km+10 km (v)  | 39e       | +3.50,6 (5 km:18.57 + 10 km:31.00,5)                |
| Team Svetlana Desjevych Oksana Jatskaja Svetlana Sjisjkina Olga Seleznëva | 4x5 km estafette (v)          | 12e       | 59.11,3 (+3.57,8) 14.41,6 14.36,0 15.06,8 14.46,9   |

### Schaatsen
| Olympiër             | Discipline | Resultaat | Prestatie                   |
| -------------------- | ---------- | --------- | --------------------------- |
| Radik Biktsjentajev  | 1500 m (m) | 27e       | 1.52,87 (+5,00)             |
| Radik Biktsjentajev  | 5000 m (m) | 27e       | 6.52,65 (+30,45)            |
| Sergej Kaznatsjejev  | 1500 m (m) | 41e       | 1.55,22 (+7,35)             |
| Sergej Kaznatsjejev  | 5000 m (m) | 26e       | 6.51,50 (+29,30)            |
| Vladimir Klepinin    | 500 m (m)  | 32e       | 1.14,14 (+2,79) 37,22+36,92 |
| Vladimir Klepinin    | 1000 m (m) | 37e       | 1.14,38 (+3,74)             |
| Vadim Sjaksjakbajev  | 500 m (m)  | 24e       | 1.13,44 (+2,09) 36,87+36,57 |
| Sergej Tsybenko      | 1000 m (m) | 17e       | 1.12,40 (+1,76)             |
| Sergej Tsybenko      | 1500 m (m) | 19e       | 1.52,03 (+4,16)             |
| Ljoedmila Prokasjeva | 1500 m (v) | 11e       | 2.01,65 (+4,07)             |
| Ljoedmila Prokasjeva | 3000 m (v) | 7e        | 4.14,23 (+6,94)             |
| Ljoedmila Prokasjeva | 5000 m (v) | Brons     | 7.11,14 (+11,53)            |
| Kenzjesj Orynbajeva  | 3000 m (v) | 31e       | 4.42,07 (+34,78)            |

### Schansspringen
| Olympiër                                                                  | Discipline                     | Resultaat | Prestatie |
| ------------------------------------------------------------------------- | ------------------------------ | --------- | --- |
| Dmitri Tsjvykov                                                           | normale schans individueel (m) | 30e       | 177,0 punten 93,5 p. (79,0 m) + 83,5 p. (75,0 m) |
| Dmitri Tsjvykov                                                           | grote schans individueel (m)   | 49e       | 76,2 punten 76,2 p. (101,5 m) + niet geplaatst voor tweede ronde                                                                                                  |
| Stanislav Filimonov                                                       | normale schans individueel (m) | 32e       | 85,0 punten 85,0 p. (75,5 m) + niet geplaatst voor tweede ronde                                                                                                   |
| Stanislav Filimonov                                                       | grote schans individueel (m)   | 25e       | 206,6 punten 98,3 p. (111,0 m) + 108,3 p. (116,0 m) |
| Pavel Gajdoek                                                             | normale schans individueel (m) | 48e       | 76,5 punten 76,5 p. (72,0 m) + niet geplaatst voor tweede ronde                                                                                                   |
| Pavel Gajdoek                                                             | grote schans individueel (m)   | 42e       | 87,1 punten 87,1 p. (104,5 m) + niet geplaatst voor tweede ronde                                                                                                  |
| Aleksandr Kolmakov                                                        | normale schans individueel (m) | 58e       | 63,0 punten 63,0 p. (67,5 m) + niet geplaatst voor tweede ronde                                                                                                   |
| Aleksandr Kolmakov                                                        | grote schans individueel (m)   | 46e       | 80,7 punten 80,7 p. (101,5 m) + niet geplaatst voor tweede ronde                                                                                                  |
| Team Pavel Gajdoek Aleksandr Kolmakov Dmitri Tsjvykov Stanislav Filimonov | grote schans team (m)          | 11e       | 602,0 punten 52,1 p. (87,0 m) + 73,9 p. (98,0 m) 81,0 p. (102,5 m) + 95,1 p. (109,5 m) 65,5 p. (95,0 m) + 78,0 p. (100,0 m) 32,6 p. (77,0 m) + 123,8 p. (126,0 m) |

### IJshockey
| Olympiër | Discipline | Resultaat | Prestatie |
| --- | ---------- | --------- | --- |
| Vladimir Antipin Michail Borodoelin Pjotr Devjatkin Igor Dorochin Dmitri Doedarjev Vadim Glovatski Pavel Kamentsev Aleksandr Koresjkov Jevgeni Koresjkov Oleg Krjazjev Igor Nikitin Andrej Ptsjeljakov Erlan Sagymbajev Andrej Savenkov Konstantin Sjafranov Aleksandr Sjimin Andrej Sokolov Vitali Tregoebov Aleksej Trosjtsjinski Vitali Jeremejev Vladimir Zavjalov Igor Zemljanoj | mannen     | 8e        | Voorronde groep A: 5- 3 Kazachstan - Italië 5- 5 Kazachstan - Oostenrijk 4- 3 Kazachstan - Slowakije Hoofdronde groep C: 2- 9 Kazachstan - Rusland 2- 8 Kazachstan - Tsjechië 2- 8 Kazachstan - Finland Kwartfinale: 1- 4 Kazachstan - Canada |

Amerikaanse Maagdeneilanden · Andorra · Argentinië · Armenië · Australië · Azerbeidzjan · België · Bermuda · Bosnië en Herzegovina · Brazilië · Bulgarije · Canada · Chili · China · Chinees Taipei · Cyprus · Denemarken · Duitsland · Estland · Finland · Frankrijk · Georgië · Griekenland · Groot-Brittannië · Hongarije · Ierland · IJsland · India · Iran · Israël · Italië · Jamaica · Japan · Joegoslavië · Kazachstan · Kenia · Kirgizië · Kroatië · Letland · Liechtenstein · Litouwen · Luxemburg · Macedonië · Moldavië · Monaco · Mongolië · Nederland · Nieuw-Zeeland · Noord-Korea · Noorwegen · Oekraïne · Oezbekistan · Oostenrijk · Polen · Portugal · Puerto Rico · Roemenië · Rusland · Slovenië · Slowakije · Spanje · Trinidad en Tobago · Tsjechië · Turkije · Uruguay · Venezuela · Verenigde Staten · Wit-Rusland · Zuid-Afrika · Zuid-Korea · Zweden · Zwitserland